# Moderna Tider (musikalbum)
Moderna tider är det andra studioalbumet av den svenska popgruppen Gyllene Tider. 
Vid utgivning var albumet förhandsbokat i 140 000 exemplar, mycket tack vare singeln "När vi två blir en" som släpptes innan albumet och blivit en succé. På albumlistorna toppade det i Sverige, och var som bäst tvåa i Norge. Albumet såldes sammanlagt i 390 000 exemplar. Med skivan följde även en bonus-EP och skivans framgång gjorde att personalen på skivbolaget fick arbeta övertid för att hinna stoppa in bonusskivan i albumfodralet.
Per Gessles första låtar till skivan,  "Cilla 16 söt som socker" och "Henry, dansa inte disco!", ratades av Kjell Andersson på EMI. Detsamma gjordes de två först föreslagna albumtitlarna, Varför vill ingen kyssa Ragnar? och Självutlösning.
Albumet är en av titlarna i boken Tusen svenska klassiker (2009). Skivan rankades av Sonic Magazine i juni 2013 som det 84:e bästa svenska albumet någonsin.

## Låtlista
Text av Per Gessle. Musik av Gessle där inget annat anges.
Sida ett
1. "Vänta på mej!" - 2:51
2. "Tuff tuff tuff (som ett lokomotiv)" - 3:07
3. "På jakt efter liv" - 3:22
4. "När vi två blir en" - 3:08
5. "Det hjärta som brinner" - 2:59
6. "Du spelar svår att nå" - 2:48
7. "Kom intill mej" (Gessle, Mats Persson) - 3:07

Sida två
1. "(Kom så ska vi) Leva livet" - 3:33 (Gessle, Persson)
2. "Min tjej och jag" - 3:22
3. "Povel Ramel, Paul McCartney & jag" (Gessle, Persson) - 3:10
4. "Chrissie, hur mår du?" (Gessle, Persson) - 3:28
5. "Kärleken är inte blind (men ganska närsynt)" (Gessle, Persson) - 3:51
6. "När alla vännerna gått hem" - 4:15

## Swing & Sweet
De 150 000 första exemplaren av LP-skivan innehöll en bonus-EP, kallad Swing & Sweet. Den innehöll fyra svenska tolkningar av internationellt kända poplåtar.
- Gyllene tider för rock 'n' roll (ursprungligen Golden Age of Rock'n'Roll av Mott the Hoople) - 3:02
- Vill ha ett svar (ursprungligen I Need to Know av Tom Petty) - 2:15
- Och jorden den är rund (ursprungligen And Your Bird Can Sing av The Beatles) - 2:01
- Ge mig inte det där (ursprungligen Girl Don't Tell Me av The Beach Boys) - 2:24

## Singlarfrån albumet
- När vi två blir en, med Kärleken är inte blind (men ganska närsynt) som B-sida. När vi två blir en släpptes även som promotionsingel med text på engelska, den hette då Beating Heart och hade Play with Fire, en engelskspråkig version av låten Leka med elden, som B-sida.
- (Kom så ska vi) leva livet, med Leka med elden som B-sida.

## Moderna Tiderpå CD
Moderna Tider har remastrats och återutgivits som CD två gånger: första gången den 3 juli 1991, andra gången den 24 mars 2004, då i digipack. I båda versionerna fanns samma bonuslåtar med. 1990 som bonusspår, 2004 som bonusskiva. Det var låtarna från Swing & Sweet samt följande låtar:
- Ljudet av ett annat hjärta (släppt som singel) (3:55)
- Teena (B-sida till Ljudet av ett annat hjärta) (6:09)
- För dina bruna ögons skull (Släppt som fanclub-singel) (3:41)
- Vem tycker om dej? (B-sida till För dina bruna ögons skull) (4:33)
- Leka med elden (B-sida till (Kom så ska vi) Leva livet) (4:49)

Den 11 april 2007 återutgavs albumet till CD utan bonusspår.

## Listplaceringar
| Lista (1981-1982) | Topplacering |
| ----------------- | ------------ |
| Norge             | 2            |
| Sverige           | 1            |

### Fotnoter
1. 1 2 3 4  Gradvall et al 2009, nr. 592
2. 1 2  Listplacering
3. ↑  Sonic #69, sommaren 2013
4. ↑  Listplacering